# La Dame riche
La Dame riche (The Case of the Rich Woman) est une nouvelle policière d'Agatha Christie mettant en scène le personnage de Parker Pyne.
Initialement publiée en août 1932 dans la revue Cosmopolitan aux États-Unis, cette nouvelle a été reprise en recueil en 1934 dans Parker Pyne Investigates au Royaume-Uni. Elle a été publiée pour la première fois en France dans le recueil Mr Parker Pyne en 1967.

## Publications
Avant la publication dans un recueil, la nouvelle avait fait l'objet de publications dans des revues :
- en août 1932, aux États-Unis, sous le titre « The Rich Woman Who Wanted Only To Be Happy », dans la revue Cosmopolitan[1].

La nouvelle a ensuite fait partie de nombreux recueils :
- en 1934, au Royaume-Uni, dans Parker Pyne Investigates[1] (avec 11 autres nouvelles) ;
- en 1934, aux États-Unis, dans Mr. Parker Pyne, Detective[1] (avec 11 autres nouvelles) ;
- en 1967, en France, dans Mr Parker Pyne (adaptation des recueils de 1934).